# Спеціальні історичні дисципліни
Спеціальні історичні дисципліни — джерелознавчі галузі знань, що вивчають окремі типи історичних джерел та розробляють теоретико-методологічні засади їх зовнішньої та внутрішньої критики. Спеціальні історичні дисципліни виникають як комплекс прикладних навичок роботи з документами.
Приблизно в XVIII ст. відбувається становлення спеціальних історичних дисциплін як наук.У 1950-1960-х роках розпочалася нова хвиля розвитку спеціальних історичних дисциплін, що супроводжувалася формуванням більш ґрунтовної теоретичної бази спеціальних історичних дисциплін та їх класифікацією.
Нині спеціальні історичні дисципліни слугують для розв'язання вузьких завдань — критики джерела, а з іншої сторони — ставлять самостійні завдання у різноманітних ділянках історії (наприклад, генеалогія не лише відслідковує кровні зв'язки, а й дозволяє історикам говорити про зміни в соціальній стратифікації того чи іншого суспільства; палеографія не лише допомагає при читанні давнього документу, а й дає нам цінну інформацію про таку складову культури як письмо, що водночас дає нам змогу говорити про рівень розвитку культури того чи іншого народу, етносу тощо).
Єдиної класифікації спеціальних історичних дисциплін не існує. Останнім часомколи? в Україні набула поширення класифікація, яка передбачає поділ спеціальних історичних дисциплін на ті, що вивчають особливі види джерела (сфрагістика — печатки, нумізнатика — монети) та ті, що застосовують особливі методи при роботі з джерелами (палеографія, хронологія тощо).
Достеменно невідомо кількість спеціальних історичних дисциплін, кількість яких коливається від 50 до 80. Така ситуація зумовлена тим, що багато дослідників виділяють нові спеціальні історичні дисципліни із вже існуючих: епіграфіку з палеографії, медальєрику з нумізматики.
Більшість спеціальних історичних дисциплін — компоненти джерелознавства, яке свого часу з археографією та архівознавством зараховували до спеціальних історичних дисциплін. Наразі їх кваліфікують як спеціальні галузі історичної науки (СГІН).

## Спеціальні історичні дисципліни
- Археографія — спеціальна галузь історичної науки (СГІН), що займається вивчення історії публікації історичних джерел та розробляє теорії та методику їх видання.
- Археологія — самостійна історична наука, яка вивчає побут, матеріальну культуру людей минулих епох за археологічними знахідками (артефактами).
- Архівістика — наука про методи роботи з архівами (про історичні і сьогоднішні прийоми збирання, зберігання, опрацювання і опублікування).
- Архівознавство — спеціальна галузь історичної науки, яка вивчає історію розвитку архівної справи.
- Архонтологія — наукова дисципліна, яка вивчає історію посад у державних, міжнародних, політичних, релігійних та інших громадських структурах. Об'єктом вивчення є хронологія, послідовність змін посадовців, їхні біографії та інші дані.
- Бібліографія — наука про бібліографічні записи — замітки для каталогізації списку книг і джерел.
- Боністика — допоміжна історична дисципліна, що вивчає грошові паперові знаки, банкноти, цінні папери, векселі.
- Вексилологія — наука про стяги, прапори, хоругви та інші предмети історичної символіки.
- Генеалогія — родознавство, допоміжна історична дисципліна, що вивчає: 1) історію родів; 2) родовід якоїсь людини. Генеалогія пов'язана з такими суміжними науками, як геральдика, дипломатика, євгеніка, історія та інші
- Геральдика — наука, що вивчає герби, які належать особам, родам, корпораціям, самоврядним громадам, територіям.
- Дендрохронологія — порівняно нова наука, методи якої лежать на межі з біологією, археологією і метеорологією. Її методи уможливлюють датування артефакту (археологічної знахідки) на основі підрахування кількості і товщини кілець деревини. Товщина шару залежить від метеорологічних чинників даного року. Також можна дослідити, наприклад чи був даний рік врожайний. В посушливі роки кільця формувалися дуже тонкі.
- Джерелознавство — це спеціальна галузь історичної науки, що вивчає історичні джерела, теорія і практика їх використання в історичних дослідженнях.
- Дипломатика — наука, яка досліджує документ з точки зору наукової критики, тобто визначає придатність знайдених документів до історичного дослідження. Вона покликана для викриття фальшивки, а також встановити юридичну процедуру при оформленні документів.
- Емблематика — спеціальна історична дисципліна, яка займається дослідженням емблем — умовно-символічних зображень певних понять чи ідей, які виконані у графічній або пластичній формі, мають конкретний зміст і не потребують спеціального витлумачення.
- Енциклопедистика — спеціальна історична дисципліна, присвячена історії енциклопедичних видань, теорії та методології їх підготовки.
- Епіграфіка — наука про увічнення написів, скажімо на пам'ятниках, будинках, надгробках, меморіальних таблицях, а також на прапорах, хоругвах.
- Епістологія — наука, що вивчає типи і види особистих листів древнього світу і середніх віків.
- Історична бібліографія — наука про опубліковані джерела (манускрипти і передруки)
- Історична географія — наука, яка розглядає географічне середовище в історичній перспективі, або вказує на історичні зміни в даному регіоні, займається реконструкцією адміністративного поділу, природного середовища, культури, господарювання (економічна історія) i політики(політична історія) того чи іншого регіону.
- Історична демографія — наука про демографію населення, яка лічить популяцію людей в різних місцевостях і епохах.
- Історична картографія — наука, яка займається історичними картами і методами їх виробництва.
- Історична хронологія — одна із допоміжних історичних дисциплін, наука про методи обліку часу, системи датування(види календарів).
- Кодикологія — допоміжна медієвістиці і палеографії наука, що вивчає рукописи, які записані в кодексах, грамотах і книгах ще до епохи друкарства.
- Криптографія — наука про розшифрування закодованих текстів, тісно пов'язана з дипломатикою, історією міжнародних відносин і дипломатією.
- Неографія — розділ палеографії, який вивчає письмо після відкриття друку.
- Нумізматика — наука, що вивчає старовинні монети та медалі. Фундаментальна для економічної, політичної історії, відіграє важливу роль в археологічному датуванні.
- Палеографія — історико-філологічна дисципліна, об'єктом дослідження якої є історія письма, його еволюція (переважно на основі давніх пам'яток) та характерні особливості (графічні форми знаків і літер, пропорції та конфігурації їхніх складових частин; місце і частота вживання окр. літер; видів скорочень; шрифтів та ін.) на певних етапах розвитку, вивчення систем тайнопису (криптографії), особливостей оздоблення рукописів і написів (зокрема, орнаментів, мініатюр). Звичайно палеографія вивчає системи літочислення, а також предмети, пов'язані з письмом (матеріали, на які нанесено текст, зокрема пергамент, тканини, берест, папір і філіграні на ньому; знаряддя писання; барвники, зокрема чорнила, за допомогою яких написано чи оздоблено текст; форми оправ книжок тощо).
- Папірологія — наука про рукописи, записані на папірусі.
- Пресознавство — наука про часописи і періодичні видання.
- Просопографія — наука, що досліджує особу.
- Сфрагістика — наука про печатки і штемпелі. Тісно пов'язана з геральдикою.
- Фалеристика — наука про медалі, ордени та інші відзнаки.
- Фемінологія історична  — галузь історичних знань, що вивчає жінок в історії, їх місце та функції у суспільстві.
- Філігранологія — спеціальна історична дисципліна, що займається вивченням водяних знаків на давніх паперах.
- Уніформологія (військова) — історична дисципліна, що вивчає історію виникнення і розвитку, а також характерні особливості службової та, в першу чергу, військової форми одягу. Інші назви — мундирування, уніформоведення.